# René Klijn
René Klijn (* 8. September 1962 in Den Haag; † 5. September 1993) war ein niederländischer Popsänger und Fotomodell.

## Leben und Wirken
Klijn startete seine musikalische Laufbahn 1986 als Mitglied der Boygroup Bam To Bam Bam, mit der er unter anderem 1989 am Nationaal Songfestival teilnahm. Einer breiten Öffentlichkeit wurde er im Herbst 1992 als Gast in der Sendung De Schreeuw van de Leeuw des Komödianten Paul de Leeuw bekannt. In der Sendung vom 28. November 1992 erzählte er – bereits im Rollstuhl sitzend – offenherzig über seine Erkrankung an dem Immunschwächesyndrom Aids. Diese Ausgabe wurde beim Festival von Montreux mit einer Bronzenen Rose und auf dem New York Festival mit einer Silbermedaille ausgezeichnet.
Am Ende von De Leeuws Sendung trat Klijn mit einer Interpretation von Mr. Blue auf, im Original von der britischen Popband Yazoo. Seine Coverversion erschien im Frühjahr 1993 als Single und erreichte in den Niederlanden für fünf Wochen Platz 1 der Charts. Alle Einnahmen aus dem Verkauf der Single stiftete Klijn dem nationalen AIDS-Fonds. Fünf Monate nach diesem Erfolg erlag Klijn den Folgen von Aids.